# Lumbini
Lumbini (Sanskrit: लुम्बिनी — predivni) je mjesto budističkog hodočašća u distriktu Kapilavastu u Nepalu, u blizini indijske granice. To je mjesto gdje je po predaji Mayadevi rodila Siddhartu Gautamu, koji je kasnije postao Buddha Gautama, osnivač budističke tradicije. Buddha je živio otprilike između 563. i 483. p. n. e. Lumbini je jedno o četiri mjesta na koje se hodočasti jer su bile važne u životu Buddhe. Ostala četiri su Kushinagar, Bodh Gaya i Sarnath.
Lumbini se nalazi u podnožju Himalaja, 25 km istočno od opštine Kapilavastu, gdje je Buddha po predaji živio do svoje 29. godine. Kapilvastu je ime i grada i distrikta. Lumbini ima nekoliko hramova, uključujući hram posvećen Mayadevi, a nekoliko se gradi. Takođe se tu nalazi i Puskarini ili Sveti ribnjak — u koji je Buddhina majka ritualno zaronila prije rođenja i gdje je Buddha imao svoje prvo kupanje. Tu su i ostaci palate u Kapilvastuu. Na ostalim mjestima Lumbinija su ranije Buddhe, prema predaji, doživjele konačno buđenje i odbacile zemaljski oblik. 

## Galerija
- Bodhi drvo i ribnjak u Lumbiniju
- Rodno mjesto Gautama Buddhe
- Asokin stub
- Plamen Vječnog mira

## Spoljašnje veze
- Entry on Lumbini in the Dictionary of Pali Proper Names
- WelcomeNepal.com: Lumbini - Places to see
- Buddhist studies: Pilgrimage: Lumbini - Birthplace of the Buddha Архивирано на веб-сајту  (14. април 2012)

27° 28′ 02″ С; 83° 16′ 30″ И / 27.467155° С; 83.274908° И